# 水杨酸雌二醇
水杨酸雌二醇（英语：Estradiol salicylate），或叫3-水杨酸雌二醇、雌二醇水杨酸酯，是一种合成的雌激素和雌激素酯，具体来说是雌二醇的C3水杨酸酯。它在1980年代末被描述，但从未上市销售。它是乙酰水杨酸雌二醇的代谢物，它可以迅速地水解成水杨酸雌二醇。